# Sterling Campbell
Sterling Campbell, né le 3 mai 1964 à New York, est un musicien américain, principalement connu pour avoir été le batteur du groupe pop rock Duran Duran de 1988 à 1991.
Membre du groupe rock alternatif Soul Asylum de 1992 à 1998, il a également travaillé avec de nombreux artistes de grande envergure comme Cyndi Lauper, The B-52's, David Bowie, David Byrne, Tina Turner et Gustavo Cerati.

## Discographie

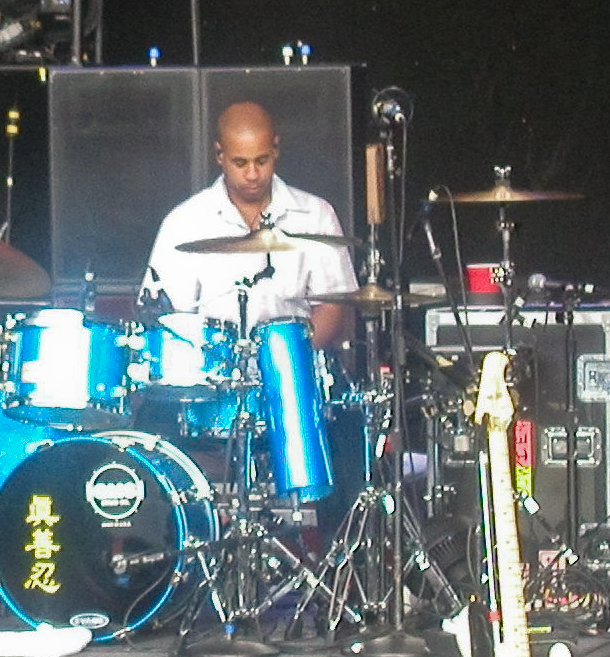
Sterling Campbell

### Duran Duran
Albums studio
- 1988: Big Thing
- 1990: Liberty

Compilations et remixes
- 1989: Decade: Greatest Hits
- 1998: Greatest
- 1999: Strange Behaviour
- 2004: Single Box Set 1986-1995

### Soul Asylum
Albums studio
- 1992: Grave Dancers Union
- 1995: Let Your Dim Light Shine
- 1998: Candy from a Stranger

Compilations
- 2000: Black Gold: The Best of Soul Asylum
- 2011: Playlist: The Very Best of Soul Asylum

Albums live
- 1997: After the Flood: Live from the Grand Forks Prom, 28 June 1997